# Chthonius trebinjensis
Chthonius trebinjensis är en spindeldjursart som beskrevs av Beier 1938. Chthonius trebinjensis ingår i släktet Chthonius och familjen käkklokrypare. Inga underarter finns listade i Catalogue of Life.